# Havregryn

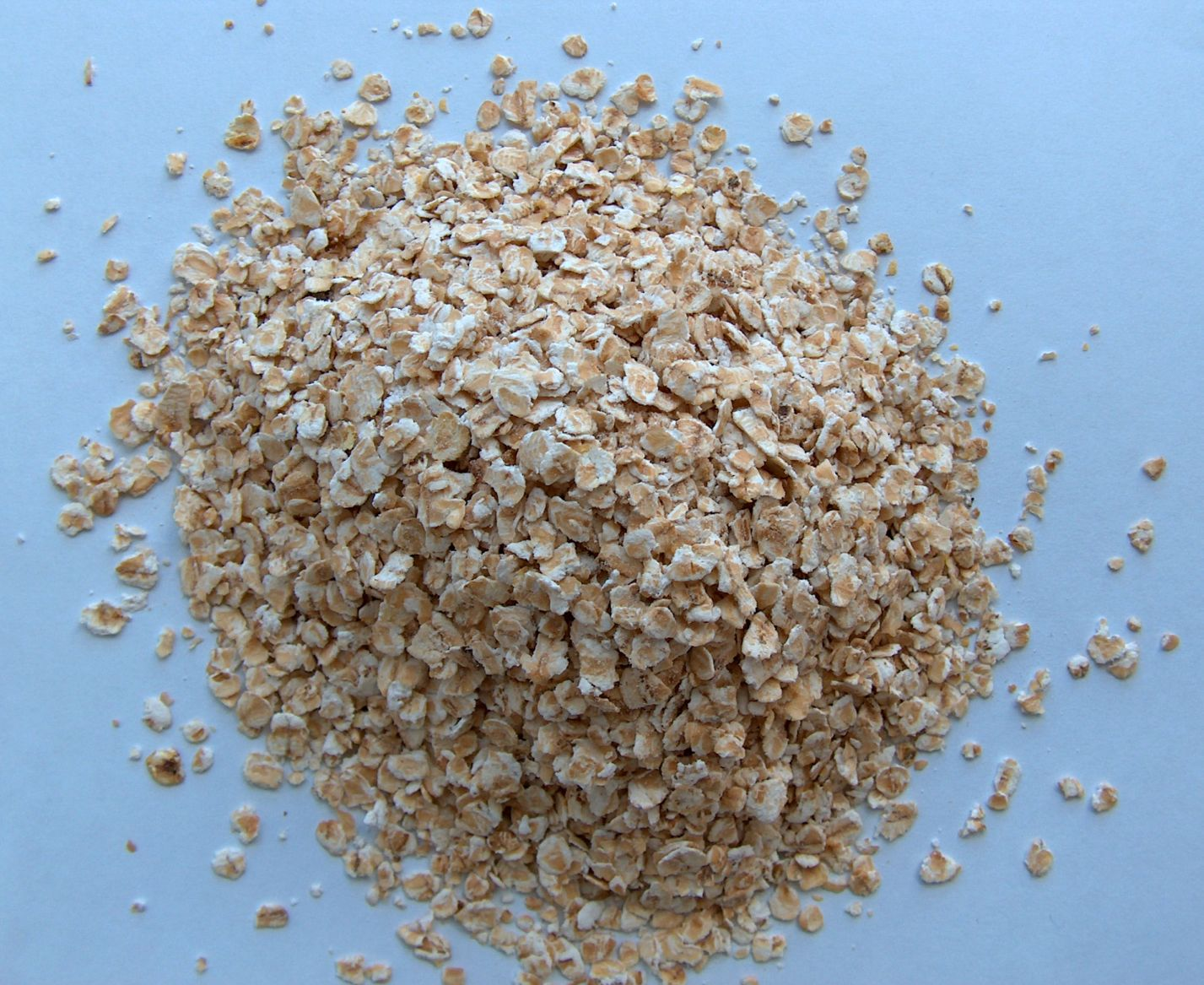
Havregryn.

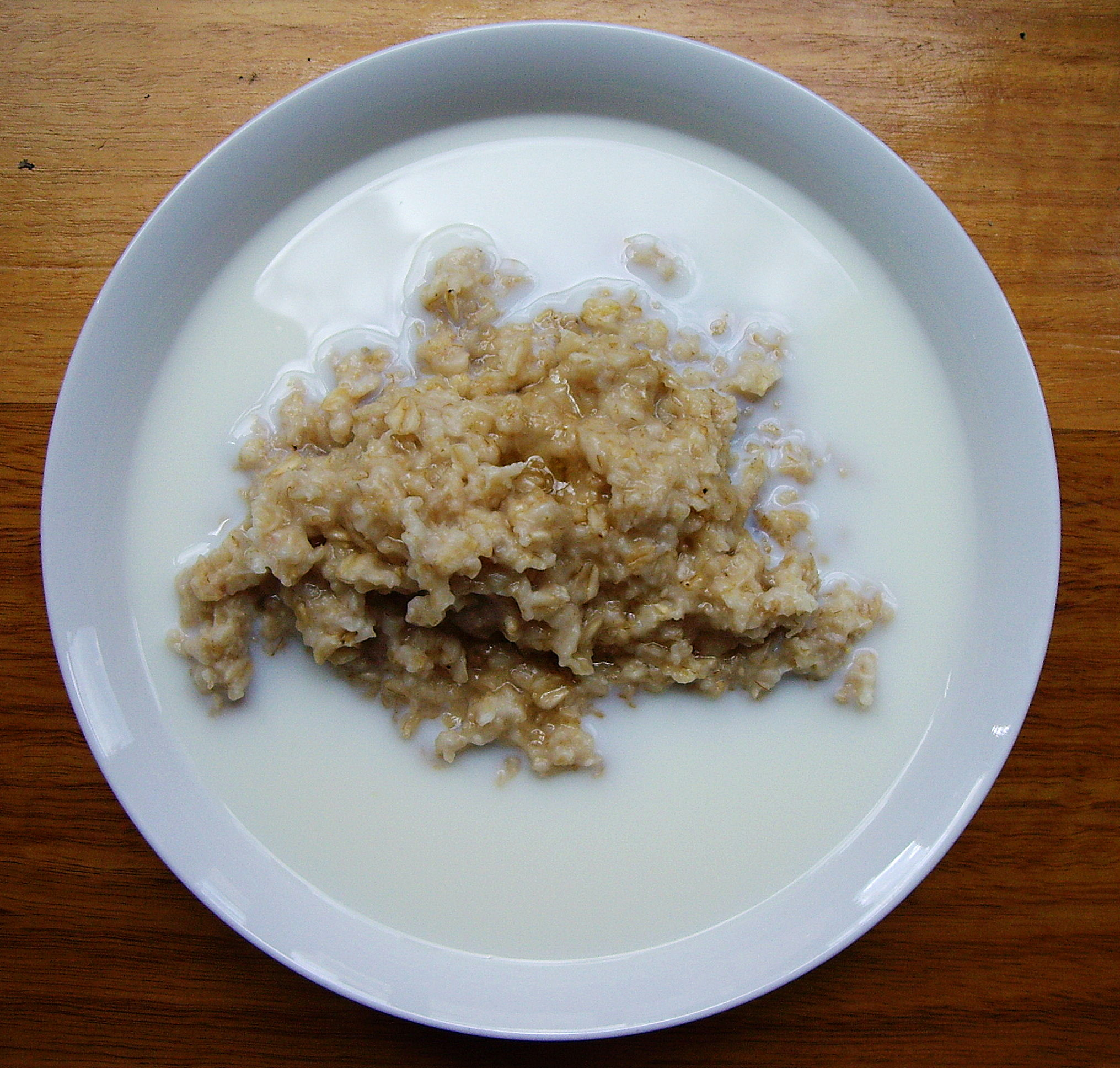
Havregrynsgröt med mjölk.

Havregryn (egentligen flingor av havre) görs av kärnan i havre, som ångas under tryck (autoklaveras) och valsas till flingor. Havre har, liksom många andra sädesslag, ett hårt skal (kli) som inte kan brytas ner av kroppens matsmältning, varför det oftast tas bort före tillagning. Vissa havregrynssorter har delar av kliet kvar, och anses genom detta behålla ett högre järninnehåll. Havregryn är en ingrediens i havregrynsgröt, müsli och olika bakverk, exempelvis matbröd och chokladbollar.
Det moderna ångbehandlade havregrynet utvecklades vid P.O. Stokkebyes kvarnanläggning i Agnesberg utanför Göteborg och introducerades år 1910. Det såldes under varumärket AXA.

## Andra former
Havregryn som säljs under beteckningen "steel-cut" eller "havrekross" består av skurna och ångpreparerade, men inte valsade, havrekärnor.
Havregryn kan också säljas pulvriserat (s.k. havremust) för användning till soppa, välling och gröt.

## Näringsinnehåll
Havregryn består främst av stärkelse och cellulosa (fiber, tidigare kallat kostfiber). Därutöver innehåller de betydande doser av tiamin och järn. Havrekli innehåller fibersorten betaglukan, som förutom att sänka kolesterolhalten hjälper till att stabilisera blodsockernivån, och kan stärka immunförsvaret mot bakterieinfektioner. Havre är även den enda källan till vissa antioxidanter som kallas avenantramider. Dessa tros kunna skydda kroppen mot åderförkalkning.
1 deciliter havregryn väger 36 gram.
Energi- och näringsinnehåll i ångpreparerat havregryn, per 100 g:
| Ämne        | Mängd                  | Ämne         | Mängd  |
| ----------- | ---------------------- | ------------ | ------ |
| Energi      | 1544,2 kJ = 369,1 kcal | Natrium      | 2 mg   |
| Vatten      | 10,2 g                 | Fibrer       | 10 g   |
| Protein     | 13,3 g                 | Fett         | 7 g    |
| Kolhydrater | 62,3 g                 | Askorbinsyra | 0 mg   |
| Kalcium     | 56 mg                  | Järn         | 5,3 mg |

## Tryptofan

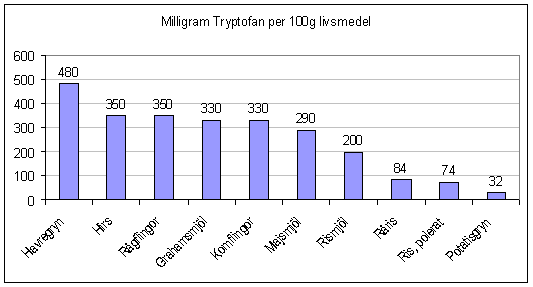
Figur 2. Mängden tryptofan i olika spannmål.

Havregryn har ett högt innehåll av en essentiell aminosyra tryptofan jämfört med andra sädesslag. Se figur 2 där havregryn jämförs med hirs, rågflingor, grahamsmjöl, kornflingor, majsmjöl, rismjöl, råris, polerat ris och potatisgryn.